# Podocarpus aristulatus
Podocarpus aristulatus là một loài thực vật hạt trần trong họ Thông tre, độ cao có thể phát triển đến 10-20 mét. Loài này được Parl. miêu tả khoa học đầu tiên năm 1868. Chúng được tìm thấy tại đảo Hispaniola thuộc Vùng Caribe và Cuba. 